# QUOVADIS 2〜惑星強襲オヴァン・レイ〜
『QUOVADIS 2〜惑星強襲オヴァン・レイ〜』はグラムスが1997年に発売したセガサターン用シミュレーションゲーム。
前作『QUOVADIS』とは別の星系で起きた出来事を描いており、前作との直接的な関わりはほとんどない。
なお、グラムス倒産の際、メディアワークスに版権が譲渡された。

## ストーリー
セテウア歴3086年、G.O.A.軍エリート士官の主人公オヴァンは、婚約者であるヒルダ、親友ディオンとともに就任式で大統領警護の任に就いていた。やがて就任式が始まるがその最中に大統領が狙撃される。オヴァン達はかろうじて大統領を守るが所属不明のアサルトアーマー部隊が出現。アサルトで出撃したオヴァンだが乗機を撃破され、意識を取り戻したときに自分が今回のテロの首謀者として指名手配されていることを知った。G.O.A.を脱出せざるをえなかったオヴァンは敵である八惑星連合軍に傭兵として身を投じ、真相の究明と復讐のために戦うことを決意する。10年後、オヴァンが大統領襲撃事件に参加した傭兵部隊「赤い蠍」に入隊するところから物語は始まる。

## ゲームシステム
リアルタイムストラテジーを採用。ファイター（近接型）、ミディアム（万能型）、スナイパー（狙撃型）、ヘビー（重装甲重火器型）の攻防の要となるユニット及び補給機能を持つ母艦を操作する。それ以外のユニットの種類としては防衛対象となる輸送トラックなどがある。
ユニット操作は基本的に目標地点を指定することに自動的に敵の攻撃等を行っていく。このゲームの特徴としては視線の概念があり、友軍機のレーダー範囲外の敵はマップに表示されず、敵機と自機の間に森・山等が存在する場合お互い相手を発見できないこととなる。また自機が敵機を発見した場合、その敵機が見えていない位置にいる別の自機は装備している武器によっては間接射撃で支援を行うこともできる。煙幕をはって敵の視界（自分の視界も）を遮る戦術も存在する。

## 登場人物

### 傭兵部隊「赤い蠍」
オヴァン・レイ
声：小杉十郎太
元G.O.A.軍少尉で第7師団長。30歳。金髪碧眼の美丈夫。将来を嘱望されたエリート士官だったが陰謀によりG.O.A.を脱出した後、八惑星連合軍の傭兵として生き延びてきた。その厳しい人生の中でクールなリアリストとなっていったが婚約者のヒルダのことは忘れてはいない。作中、ある事件を機に「赤い蠍」部隊の隊長に就任しG.O.A.に立ち向かっていく。部下からの人望も厚く、自身のアサルト操縦技術もトップエースクラスである。ゲームでの乗機はフェロン。
ドナー・アナガリス
声：土井美加
27歳。惑星ジール出身。浅黒の肌に、紫色の髪の女性。姉御肌な性格で、ネリーに姉のように接している。作中ではオヴァンほどではないが、格闘戦を得意とする。10年前の大統領襲撃事件に参加した恋人を失って以来、G.O.A.に対して激しい復讐心を抱いている。ゲームでの乗機はフェロン。
シド・ガッセン
声：上田祐司
24歳。惑星ガエッデ出身。躁鬱気味で短気だが自信家でナイフの名人。アサルト・アーマー乗りとしては射撃、格闘技術がやや低めなものの操縦技術に秀でるものがある。登場当初は敵撃破時に高揚するなど活発だったが、敵の新型機と遭遇したのを機に陰気で情緒不安定となる。ゲームでの乗機はモータル。
ネリー・カテナ
声：三石琴乃
17歳。惑星ムバンダカ出身。栗毛の少女。難民キャンプから炊事担当として拾われてきたことから「飯炊き」と呼ばれる。両親はすでに死去し、生き別れの兄がいる。その生い立ちからか神経過敏だが、戦闘に参加すると高い索敵能力を発揮する。気弱だが、柔和な性格の持ち主。登場当初はシドに「飯炊き」とバカにされるが、オヴァンにスナイパーとしての才能を見出された後は、仲間たちから信頼を得ていくことになる。ゲームでの乗機はモータル、スナイパー。なお、後半のアニメパートにて、彼女のモータルには「飯炊き」と右肩部にマーキングされていることが確認できる。
ザイコフ・バイスコス
声：立木文彦
32歳。色黒に大柄な身体の男性。赤い蠍では古参兵である。冷静沈着で仲間思いであるが、多くは語らない性格であり、出身や、生い立ちを進んで語ることはない。アサルト・アーマー乗りとしては、射撃に秀でる。ゲームでの乗機はモータル、ホーボー。
テラード
声：石野竜三
26歳。惑星ガエッデ出身。明るく陽気な性格。お調子者で軽口が絶えず、一見軽薄な印象を受けるが、その実仲間想いで部隊内では良きムードメーカーとなっている。なお、ゲームシナリオの都合上、急遽追加されたキャラクターである為、アニメパートには登場しない。乗機はモータル。
アグリ・アグイ
声：柊美冬
21歳。赤髪の女性。赤い蠍の専属強襲揚陸艦スコルピオ・αのオペレーター。作戦時は戦況の推移や、特定エリアへの、侵攻、撤退などを指示してくれる。
プレイヤーが作戦に失敗すると彼女に逮捕されて収容所での重労働刑を課せられてしまう。
ニッタ・ヌギヴァ
声：石井康嗣
35歳。赤い蠍初代隊長。細身の身体に鋭い目、坊主頭という容姿の持ち主。作戦中唇を舐める癖がある。優秀だが冷酷な人物。10年前、部隊を率いて大統領暗殺作戦に参加、大統領への狙撃を担当した。作戦は最終的には失敗したものの生還したニッタは傭兵としての地位と名声を得ることに成功する。
作中赤い蠍に入隊したオヴァンを、小隊長として起用しつつ、あえて孤立無援な状況を作り出しオヴァンを戦死させようとするなど狡猾な策を弄する。最終的には、陰険な嫌がらせに反抗したオヴァンとアサルト・アーマーでの一騎討ちを行った末機体を中破、シドに機体を撃ち抜かれ死亡する。この一件ののち、オヴァンは赤い蠍隊長として、隊を主導していく。
実は、大統領暗殺作戦や、赤い蠍入隊後のオヴァンを謀殺しようとするなどの行動はG.O.A.側からの依頼であった。

### G.O.A.
ヒルダ・ベーレンス
声：林原めぐみ
G.O.A.軍技術士官。黒髪に色白な肌、涼しげな目元の美人。30歳。オヴァンの婚約者だった。優秀な技術者であり、軍でも特別な待遇を受けている。
作戦中、G.O.A.軍の通信を傍受する形で彼女の声を聴くことができ、新技術の開発に関わっている。
彼女の出自を含め、G.O.A.軍の新技術の開発は物語に重要な意味をもつ。
ディオン・ホワイト
声：子安武人
G.O.A.軍大統領警護隊所属。30歳。緑色の髪に色白の肌の美青年。オヴァンとは士官学校の同期であり、親友でライバルだった。優秀なアサルトアーマーパイロットであり、作中で新型アサルトのテストパイロットとしてオヴァンの前に立ちふさがる。
大統領暗殺未遂事件時には、囮としてリムジンに乗り込む。作中オヴァンが、G.O.A.を脱出できたのは彼の手助けがあったからこそだったことが後に明らかとなる。
リジア・マーカス
声：山口由里子
オヴァンがG.O.A.にいたときの部下でアサルトアーマーパイロット。栗毛の女性。オヴァンを崇敬していたがテロ事件を機にその思いは憎しみへと変化する。作中ではディオンの部下として登場。新型機を駆り、赤い蠍、八惑星連合軍を相手に激闘を展開する。
グエン
ネリーの生き別れの兄。惑星ムバンダカで登場。G.O.A.軍の細菌兵器部隊の隊長。G.O.A.による戦争の勝利こそがセテウア銀河を繁栄させると信じている。
フランク・マロニー
声：大塚芳忠
G.O.A.大統領。52歳。10年近い長期政権の中で拡張政策をとり、八惑星連合との戦争を指導している。

### 八惑星連合
ライル
緑色の髪の男性。ドナーの恋人。大統領暗殺未遂事件に参加して、大統領警護隊に殺害された。作戦終了後にドナーと結婚する予定だった。
セラム
紫色の髪にゴーグルユニットをつけた男性兵士。惑星ジールで登場。ジール第７師団「黄砂の魔人隊」隊長。ドナーとは旧知の仲。ドナーの恋人のライルとも面識があった。古い知り合いという縁からドナーを副隊長として、八惑星連合の大規模侵攻作戦「砂の雨作戦」に参加する。しかし、侵攻の結果「赤い蠍」が突出する形となったため、ドナー率いる小隊が孤立。救援のために反撃したが、乗機を撃破され戦死する。乗機はフェロン。

### その他
エマ・オコーナー
声：玉川紗己子
フリージャーナリスト。赤毛のウェーブがかった髪、口元のほくろが特徴の女性。24歳。流暢な英語を交えた話し方をする。作戦中の赤い蠍の通信回線に割り込んできたり、突入する八惑星連合の歩兵隊に同行して生中継するなど旺盛なジャーナリスト魂の持ち主。一方で、彼女の報道取材は死体も映すことも辞さないなど、過激な面がある。
彼女を主人公としたラジオドラマも放送され、後にドラマCDも発売されている。
ハル・バランシン
声：緑川光
前作の主人公。ザーディッシュ出身。イベルカーツ銀河の代表としてエンディングで登場する。

### 補充兵士
オヴァンが隊長就任後（ガエッデで配属されるカモフを除く）に配属される兵士たち。メインキャラとは違い、機体を撃破されると一定確率で死亡してしまう。個性が強い人物が多く、なかには素行不良で赤い蠍にとばされる形で配属された兵士もいる。
カモフ
オヴァンがまだ赤い蠍の小隊長時代にドナーとともに配属されてくる男性兵士。紫色の特徴的な髪型の持ち主。慎重に任務を遂行していくタイプで、その姿勢を指して他の兵士から「臆病者」呼ばわりされることも。
ルキノ
年配のベテラン兵士。かつては格闘戦の猛者としてその道に知られた人物だったが、年齢による体力の低下により往年の腕を振るえないことにいらだちを覚えている。
ニール
顎鬚が特徴的な男性。短気で、猟犬のような性格で敵を発見すると追わずにいられないため窮地に立つことも少なくない。
リップ
野球キャップを被った金髪の女性兵士。戦闘中でもガムを噛みながら戦うなど、不真面目な振る舞いが多い。
ローシ
鼻のピアスが眼をひく老兵。熱血な性格の持ち主で、命令を無視して猛烈に突撃する。それさえなければ、優秀な兵士。
ヨーヨー
サングラスをかけ、鼻ピアスをした黒人兵士。音楽にしか興味がなく、戦闘中も音楽を大音量で聞いている。コミュニケーション能力に問題があり、自機が窮地におちいったときすら一言も言葉を発しない。
キール
白髪のロングヘアーが特徴的な美青年。皮肉屋で、口調もどこかシニカル。
コルト
ゴーグルニュニットをつけた男性兵士。明るい性格で「yeah!　命中」「Don‘t　worry! 問題ない」など会話に流暢な英語を交えた独特なしゃべり方をする。
ハンター
元は遊牧民だったが、部族をG.O.A軍に滅ぼされたため、アサルト・アーマーに乗った。戦闘中は猛々しいが、子どもにはやさしい。
レビア
金髪に浅黒の肌の女性兵士。優秀なアサルト・アーマー乗りだが、勝気で男勝りな性格。そのうえ無類の男好きのため行く先々の部隊で問題を起こし、とばされる形で赤い蠍に配属された。
バド
浅黒な肌のざっくばらんな性格の男性兵士。格闘戦の能力が高め。
ジーク
赤毛を短髪にしている女性兵士。軍人家系に生まれ、戦士として育てられたため容姿はともかく口調も性格も男。質実剛健でとにかく正面突破主義。
ドミニク
一見、酒場の主人のような容姿の中年男性。料理が得意で、彼の料理を楽しみにする兵士も多い。
ナミネ
頬に傷のある赤毛の女性兵士。頭部におった負傷のせいで一時失語症になったが、赤い蠍配属時はその反動か非常におしゃべりになっている。
ラット
おでこにカットバンをした赤毛の少年兵。戦火に巻き込まれ家族を失ったところをゲリラに拾われる。偶然アサルト・アーマーに乗り込んだことからアサルト乗りとしての才能が開花した。
マダム
ダークグリーン色の髪の妙齢の女性兵士。体術が得意で元は歩兵部隊に所属していたと噂される。新兵たちからは「おふくろさん」と呼ばれる。
テック
眼鏡をかけた男性兵士。整備兵からアサルト・アーマー乗りになった経歴の持ち主。そのため彼の機体の整備には、細かい注文がつくこともしばしば。とことんマイペースな性格。
クリス
声：荘真由美
青い髪に青い眼の女性兵士。惑星オリグで児童ボランティアをしていたが、戦火に巻き込まれ生き残ったのは彼女だけだった。なぜ傭兵になったか動機が謎の人物。
ドク
禿げ上がりかけた頭に無精髭、眼鏡をかけた年配の男性兵士。元はアサルト・アーマーの開発者で、その筋では知られた人物だった。自分の生死にすら関心がない完全な技術屋。
オド
紫色の髪に浅黒の肌の男性兵士。元良家の御曹司。気弱な性格だが、アサルト・アーマー乗りとして格闘に秀でた技量の持ち主。

## 組織
傭兵部隊「赤い蠍」
八惑星連合を顧客としている精鋭傭兵部隊。専用の強襲揚陸艦を保有し、その作戦能力はきわめて高い。セテウア歴3086年のG.O.A.大統領暗殺事件に参加し、隊長のニッタ・ヌギヴァと共に有名となる。
後にオヴァンが隊長に就任後は、八惑星連合の軍事作戦で重要な役割を果たす存在となる。
G.O.A.
セテウア銀河内で最大の経済力、技術力を誇る国家。大統領暗殺事件以前から八惑星連合とは対立関係にあったが、事件後は連合に対しての軍事介入を始めるようになった。軍は士官学校を出たばかりのエリートにかなりの権限を与えるなど、かなりのエリート、能力優先主義らしい。
八惑星連合
G.O.A.の成長に脅威を感じた他国家の急進派によって結成された組織。その内部は一枚岩とは言えず、融和派との対立がG.O.A.の軍事介入を招く要因となっているが軍は統一した装備を用いるなど連携している。

## 登場惑星
ガエッデ
オヴァンが「赤い蠍」入隊時に降り立つ惑星。森林と、丘陵が多い地形の惑星。G.O.A.軍による大規模な攻勢の結果、八惑星連合が放棄を決定。G.O.A.軍に制圧されてしまう。「赤い蠍」は独力で血路を開き惑星外に脱出した。
オリグ
G.O.A.に次ぐ経済の発展をした惑星。他民族が移民したため、民族間の対立が絶えず政情が不安定である。親G.O.A.派のゴゾフ人が政権を握っている。他にも作中では中立勢力としてシニル人、少数民族としてデトス人などの民族が登場している。民族間の対立が深刻で、対立民族による残虐行為が社会問題となっている。気候が穏やかで、都市化が進んでいるが、民族対立による小競り合いのためか、廃墟や、破壊された道路なども多い。
ヤムスク
深い森林と、寒冷な気候が特徴の惑星。密度は少ないが人口が多い。海洋資源として、アサルト・アーマーの燃料のゲトロールが産出されることから、八惑星連合でも戦略的に重大な惑星となっている。「赤い蠍」降下時には、G.O.A.軍による大規模攻勢中であり、八惑星連合軍は村を焼き払ったり、物資の後方移送などの焦土作戦をしながら後退中であった。
ムバンダカ
高温多湿な熱帯性の気候に、ジャングル、湿原や水田などの地形が特徴の惑星。G.O.A.の傀儡政権が長期にわたって支配しており、八惑星連合軍はゲリラ戦を展開して抵抗している。各地で起こる連続した小規模の戦闘のため、恒久的な難民の発生が問題になっており八惑星連合の上層部では和平にむけた動きもある。八惑星連合軍が難民キャンプに潜伏、また武器工場を設けたためG.O.A.軍による細菌兵器の大量殺戮を招いてしまう。
ジール
砂漠型の気候、地形の惑星。そのため地形にほとんど遮蔽物がない。アサルト・アーマーの燃料のゲトロールの主要産出惑星のため、両軍ともに戦略上重大な惑星とみなしており多くのアサルト・アーマーが配備されている。
バドラ
地下資源の濫掘のため、惑星全体が霧に覆われた惑星。G.O.A.軍が占領しているゲトシティーのみがゲトロールの産出を行っており、八惑星連合軍は奪取を目指して展開している。
マレ
惑星のほとんどが海の惑星。産業も少なく、八惑星連合軍でも戦略的に重要視していない。赤い蠍が惑星に降下し、軍事的主導権を握ることに成功するが、潜伏したG.O.A.軍残党との度重なる戦闘に住民が巻き込まれた結果、難民化した住民が反八惑星連合ゲリラと化す悲劇を生むことになってしまった。
アズ
G.O.A.に隣接した惑星。惑星の酸素密度が高く、ジャングルや河川が多い。G.O.A.軍が秘密工場を設け、新技術の開発を行っている。
G.O.A.
セテウア銀河で一番の経済発展と、軍事力を持つ惑星。高層建築や整然と整備された都市や、幹線道路が特徴。軌道上に、大規模な防衛衛星を持つ。

## アサルトアーマー
いわゆるリアル系のロボット兵器。
本作品の世界は前作と違って恒星間航行技術が未発達のため、紛争は惑星表面が中心となった。また他銀河からの移民という歴史により、衛星からの観測技術が発達したため戦闘は惑星表面でのゲリラ戦が主体となり、そのための兵器であるアサルトアーマーが発達してきた。しかし宇宙戦及び大気圏降下で使用された例もある。
コックピット内は非常に狭く、パイロットはバイクに跨るような姿勢で搭乗する場合が多い。また、その狭さから宇宙服の類を身に付けたまま乗ることができないのか、本編後半での宇宙戦闘シーンでは、全員生身のままの搭乗となっている。
この世界ではG.O.A.の技術が一歩抜きん出ている状態であり、アサルトアーマーの性能も優位に立っている。そのためもあってかG.O.A.機は、全機種宇宙戦に対応しているが、八惑星連合軍機は、スナイパー、ホーボーなどの新型機体は宇宙戦に対応していない。余談だがG.O.A.の機体はパイロットの居住性にもある程度心を配っており、冷房も装備してある。
メカニックデザインは藤田一己による。

### 八惑星連合軍
FELON／フェロン（A9F-3, A9F-4, A9F-5）
軽装甲、高機動の格闘向け人型アサルト。軽装であれば、ホバリング・ダッシュも可能とする。低出力のため装備できる武器は限られるが、熟練兵が搭乗したフェロンはG.O.A.機に対して優勢だと言われている。主に、マシンガン、アサルトライフル、バズーカ、スナイパーライフル、小型化したビームランチャーをメインの火器として装備する。格闘戦用に、コンバットナイフ、火炎放射器、パイルバンカーなどを装備可能。
MORTAL／モータル（A12-M5, A12-M6）
八惑星連合軍の主力となる人型機体。火力、装甲、機動力のバランスが取れているが逆に言えば秀でているところがない。武装としての最大の特徴はバックパックに搭載したレールガン。手持ちの火器や、格闘用武器はフェロンと共用できる。機動力の面で、重いレールガンを搭載しているので、フェロンや、スナイパーに劣るが、レールガンや、格闘戦武器を下ろすことで、ある程度カバーできる。
SNIPER／スナイパー（A5S2, A5S3）
非人間型の六脚アサルト。策敵と狙撃に特化しており、機動力も高いが近接格闘能力が低いため運用には護衛機が必須である。火気は高火力、高射程のものが多いが、主にレーザーキャノンを主武装とする。大出力のレーザーキャノンやバーティカルランチャー、ミサイルポッド、ロケットランチャー、マシンガンなどの兵器を装備可能。
HOBO／ホーボー（A3H3）
重装甲、高火力に特化したアサルト。特に防御戦に威力を発揮する。火器搭載能力は八惑星連合機最高であるが、武装が重いため作戦によっては、低機動力がたまにキズである。また腕部をほとんどもたない特異な構造のため格闘戦が苦手である。武装としては、高火力のレールガンや、ロケットランチャー、一部スナイパーと搭載が共用可能なバーティカルランチャーを搭載可能である。
正式名称不明1
オープニング、Stage-1で登場する人型アサルト。愛称はマチェッティ（ナタの意味）。
正式名称不明2
オープニング、Stage-1で登場する非人間型アサルト。ミサイルでオヴァン搭乗機を撃破した。

### G.O.A.
FIDELIS／フィデリス（F19C）
八惑星連合のフェロンに相当する機体。フェロン同様、格闘戦に特化したタイプで機動力に優れる。武器搭載量が多く、総合的にフェロンよりも高性能だが、一回り大型のボディのため熟練兵の乗るフェロンには格闘能力でかなわない。
MONARCH／モナーク（M20A）
八惑星連合のモータルに相当する、汎用性を重視した機体。装甲、索敵能力が、モータルよりすぐれる。
SIVA／シバ（S17A）
八惑星連合のスナイパーに相当する、偵察・狙撃向きの非人間型四脚機体。装甲がスナイパーより多少すぐれる。格闘戦に弱いのはスナイパーと同様。
HIVE／ハイブ（H15B）
八惑星連合のホーボーに相当する火力・装甲重視の機体。ホーボーとは違い、腕部があるが鈍重な機体のため、格闘戦に弱い。
GX／ジーエックス（S/N96-5445もしくはGX119B）
G.O.A.の次期主力試作アサルト。人型の機体だが、全ての性能で八惑星連合機を凌駕しており、ステルス機能も備えている。それに加えて、敵に視認されにくくなる特殊な機能を備えており、攻撃を命中させるのが困難だったことから「シャドウ（影）」というあだ名で呼ばれ、八惑星連合の兵士に恐れられた。作中では、ディオン、リジアらが搭乗。
フォーチュン
オープニング、Stage-1で登場する人型アサルト。ライフルとミサイルを装備している。また、ブースターによりかなりのジャンプ能力を有する。オヴァンが搭乗するも八惑星連合のアサルトによるミサイル攻撃によって撃破されてしまう。

## 開発
グラムス代表の吉田直人は、アニメやゲームは子どものものという当時の風潮に反発しており、本作の開発期間中に咽頭癌を発症したことにより、死ぬまでに作品を残したいという思いを強くする。
前年に発売された『ありす in Cyberland』同様、本作でもメディアミックスの構想があり、ゲーム内のアニメーションに新規の映像を追加した上で、一つの映像作品として劇場公開する構想があった。
アニメーターには、前作『QUOVADIS』のキャラクターデザインを担当した美樹本晴彦の紹介により、板野一郎をはじめとするマクロスシリーズのスタッフが起用された。また、板野は作画やアニメーターチームの指揮に加え、ストーリーの監修も務めた。
吉田はメディアミックスにはセル画よりデジタルアニメがふさわしいという考えていたものの、スケジュール上の都合から、本作ではデジタルとセル画の両方が取り入れられた。
本作の開発には高い制作費がかかっており、例えば登場人物が蝿のたかる残飯を食べさせられている場面においては、蝿が飛ぶ場面だけでも2～3,000万円の費用がかかっている。
本作では、頭部はあるものの、眼などの意匠が存在しない「顔のない」ロボットが登場している。当初はよくある顔のデザインだったが、より個性的なデザインが求められ、最終的に「顔のない」ロボットとしてできあがった経緯を持つ。

## 音楽
エンディングテーマ曲
- 『そっと夜に泣こう』 笠原弘子

## 反響
本作の作画や演出、およびアニメーションの完成度の高さはプレイヤー達に大きな衝撃を与え、発売から20年以上たった2019年の時点でも続編を望む声が出ていた。